# Heliotropium queretaroanum
Heliotropium queretaroanum är en strävbladig växtart som beskrevs av Ivan Murray Johnston. Heliotropium queretaroanum ingår i Heliotropsläktet som ingår i familjen strävbladiga växter. Inga underarter finns listade i Catalogue of Life.